# Friedrich von Ilberg
Friedrich Ilberg dal 1908 von Ilberg (Krosno Odrzańskie, 10 agosto 1858 – Berlino, 8 luglio 1916) è stato un militare tedesco.

## Biografia
Ilberg studiò medicina presso l'Accademia Kaiser. Il 14 dicembre 1878 divenne attivo nella Pépinière-Corps Suevo-Borussia. Il 26 novembre 1907 fu il Corpsschleifenträger di Sassonia (KWA).
Nell'esercito prussiano fu Gardekorps. Ilberg servì Guglielmo II come primo medico personale e divenne uno dei suoi più stretti confidenti. Guglielmo II sollevò Ilberg il 27 gennaio 1908 a Berlino (stemma del 1908) nella nobiltà prussiana ereditaria. Morì a quasi 58 anni dopo la prima guerra mondiale. Lasciò la moglie di Magdeburgo, Margarete Emilia Johanne, nata Liebau, che aveva sposato nel 1893.

## Opere
- Deutsches Geschlechterbuch. Bd. 39, Machholz, Ernst.